# بيتر فاولر
بيتر فاولر (بالإنجليزية: Peter Fuller)‏ هو ناقد فني بريطاني، ولد في 31 أغسطس 1947 في دمشق في سوريا، وتوفي في 28 أبريل 1990 في باركشير في المملكة المتحدة بسبب حادث مرور.